# Torneo Nacional de Clubes (Chile)
El Torneo Nacional de Clubes - Copa Chile es el torneo de copa nacional de rugby chileno. Es organizado por la Chile Rugby y enfrenta a equipos de todo el territorio nacional.

## Formato del campeonato
El torneo se disputa mediante el formato de eliminación directa, finalizando con una definición entre los dos mejores equipos del torneo.

## Historia
El torneo nace en 2010 para enfrentar a los clubes del Campeonato Central y de la Liga de Rugby, que en esa fecha se habían separado a causa del descontento de los equipos de la Quinta y Octava región, este formato perduró hasta el año 2012.
En 2022 Chile Rugby vuelve a reeditar la competencia para ser el campeonato de Copa a nivel nacional, enfrentando a los clubes de todo el país.
En 2024 se anunció que la competencia se suspendía a causa de la falta de financiamiento, esperando su reanudación en 2025.

## Palmarés
| Edición | Año  | Campeón              | Subcampeón           |
| ------- | ---- | -------------------- | -------------------- |
| I       | 2010 | Stade Français       | COBS                 |
| II      | 2011 | Old Boys             | Viña RC              |
| III     | 2012 | Sporting Rugby Club  | Seminario La Serena  |
| IV      | 2022 | COBS                 | Universidad Católica |
| V       | 2023 | Universidad Católica | Old Boys             |
| -       | 2024 | Cancelado            | Cancelado            |

## Menores de 18 años
| Edición | Año  | Campeón    | Subcampeón            |
| ------- | ---- | ---------- | --------------------- |
| I       | 2023 | Old John's | Club Deportivo Alumni |